# Trzy Świnki
Trzy Świnki (deutsch Sausteine, tschechisch Svinské kameny) ist der polnische Namen einer Felsformation aus Granit im westlichen Teil des Schlesischen Kamms des Riesengebirges in Polen und Tschechien.

## Lage
Die „Drei Schweinchen“, so die deutsche Übersetzung aus dem Polnischen, liegen links und rechts der polnisch-tschechischen Grenze in 1290 m Höhe am Südhang des Reifträgers (polnisch Szrenica, tschechisch Jínonoš – 1362 m) in der Nähe des „Nassen Sattels“ (Mokra Przelecz – 1288 m) oberhalb der Wosseckerbaude (Vosecká bouda), etwas mehr als 4 km von Szklarska Poręba (Schreiberhau) entfernt.

## Entstehung
Das Naturdenkmal besteht aus drei, nahe beieinanderliegenden, stark zerklüfteten Felsaufschlüssen, die von Latschenkiefern umgeben sind. Die heutige Form verdankt sich einem vielschichtigen und langwierigen Prozess der Erosion. Maßgeblich für die sonderbaren Formen der Felsen ist die für das Riesengebirge typische Wollsackverwitterung. Durch wiederholtes Gefrieren und Auftauen des Wassers zwischen den Gesteinsritzen entstanden immer breiter werdende Gesteinsklüfte, bis Gestein abbrach. Das wechselnde Gefrieren und Auftauen betraf auch die über dem Dauerfrostboden liegenden Bodenschichten und führte zu einem „Bodenfließen“ genannten Phänomen, das für den Abtransport des zerkleinerten Gesteinsmaterials hangabwärts verantwortlich war. So erklärt sich, weshalb die Felsen – laienhaft ausgedrückt – isoliert liegen blieben. Geomorphologischen Gesichtspunkten zufolge wird die Felsformation dem Typ Tor zugeordnet (namensgebend sind die Tors, Felstürme bei Dartmoor/England).

## Namen und Legenden
Die bizarren Formen beförderten auch die Fantasie; Namen und Legendenbildung hängen eng miteinander zusammen. Eine Geschichte erzählt davon, wie die Felsen entstanden: Rübezahl (links, in einer Abbildung nach Martin Helwig) diente einst als Schweinehirt bei einem Bauern. Als er seinen Lohn einforderte, beschuldigte ihn der Bauer, dass drei Schweinchen fehlten. Doch der hatte die Ferkel selbst versteckt, um einen Vorwand zu haben und Rübezahl um seinen Lohn zu prellen. Aber der Berggeist hatte das schlaue Bäuerlein durchschaut und zerrte den Lügner zu der Stelle, wo er die Tiere versteckt hielt. Dann hexte er den Schweinchen Mumps an, sodass sie sich gewaltig aufblähten, bis sie am Ende platzten. Zu guter Letzt verzauberte er sie zu Stein.

## Tourismus und Naturschutz
Die Felsgruppe befindet sich auf dem Gebiet von zwei Nationalparks. In Polen im Karkonoski Park Narodowy (KPN) und in Tschechien im Krkonošský národní park (KRNAP). Neben einem umfangreichen Artenschutz bedeutet das auch, dass befestigte Wege nicht verlassen werden dürfen. Das gilt natürlich ebenso für den rot markierten Weg der polnisch-tschechischen Freundschaft (Kammweg), der entlang der Grenze, hier vorbei führt.
In der Nähe liegen ähnliche touristische Sehenswürdigkeiten: Bei den Sausteinen führt ein grün markierter Weg zu den Pferdekopfsteinen (Końskie Łby) und weiter, rund um den Reifträgergipfel. Und nur 400 Meter südöstlich, ebenfalls am Kammweg liegen die Quarksteine (Twarożnik/Twarožník).

## Galerie

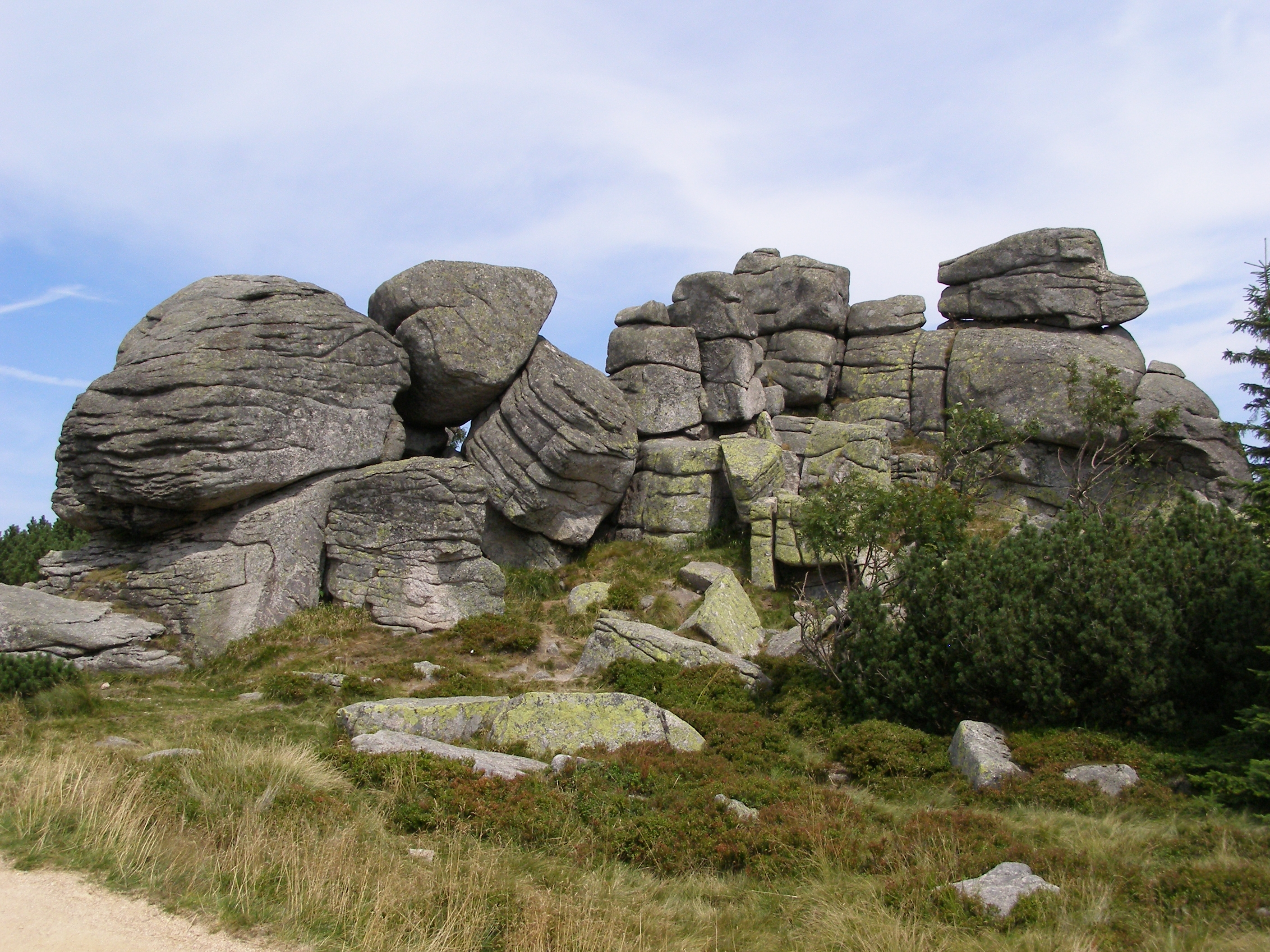
Felsen auf der polnischen Seite
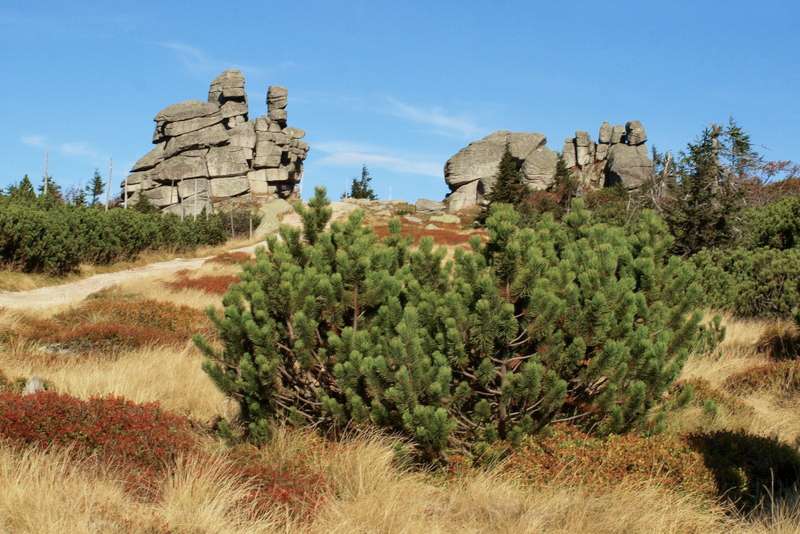
… und auf beiden Seiten der Grenze